# アビブ・ディアッラ
アビブ・ディアッラ（Habib Diarra, 2004年1月3日 - ）は、セネガル・ゲジャワイ出身のプロサッカー選手。プレミアリーグ・サンダーランド所属。セネガル代表。ポジションはミッドフィールダー。

## 経歴

### クラブ
セネガル西部のゲジャワイで生まれ、渡欧後にミュルーズを経てストラスブールの下部組織で育成された。2021年7月1日、クラブと初のプロ契約を結ぶと、10月17日、リーグ・アン第10節のサンテティエンヌ戦で、イブラヒマ・シソコとの途中交代でトップチームデビュー。
2022年7月21日、2年間の契約延長でクラブと合意し、2027年6月までの契約となった。
2023年4月16日、リーグ第31節のアジャクシオ戦でリーグ・アン初ゴールを記録した。
2024-25シーズンはチームのキャプテンを務め、UEFAカンファレンスリーグの出場権獲得に貢献した。
2025年7月1日、イングランドのサンダーランドに5年契約で移籍。移籍金は3,000万ポンドと報じられており、サンダーランドのクラブ史上最高額になったとみられる。

### 代表
2020年からフランスの世代別代表に招集され、UEFA U-21欧州選手権予選などに出場した。
A代表はセネガルを選択し、2024年3月22日、ガボンとの親善試合で初キャップ。

## 個人成績

### クラブ
| 国内大会個人成績 | 国内大会個人成績 | 国内大会個人成績 | 国内大会個人成績 | 国内大会個人成績 | 国内大会個人成績 | 国内大会個人成績 | 国内大会個人成績 | 国内大会個人成績 | 国内大会個人成績 | 国内大会個人成績 | 国内大会個人成績 |
| 年度             | クラブ           | 背番号           | リーグ           | リーグ戦         | リーグ戦         | リーグ杯         | リーグ杯         | オープン杯       | オープン杯       | 期間通算         | 期間通算         |
| 年度             | クラブ           | 背番号           | リーグ           | 出場             | 得点             | 出場             | 得点             | 出場             | 得点             | 出場             | 得点             |
| フランス         | フランス         | フランス         | フランス         | リーグ戦         | リーグ戦         | F・リーグ杯      | F・リーグ杯      | フランス杯       | フランス杯       | 期間通算         | 期間通算         |
| ---------------- | ---------------- | ---------------- | ---------------- | ---------------- | ---------------- | ---------------- | ---------------- | ---------------- | ---------------- | ---------------- | ---------------- |
| 2021-22          | ストラスブール   | 35               | リーグ・アン     | 4                | 0                | -                | -                | 0                | 0                | 4                | 0                |
| 2022-23          | ストラスブール   | 19               | リーグ・アン     | 29               | 3                | -                | -                | 1                | 0                | 30               | 3                |
| 2023-24          | ストラスブール   | 19               | リーグ・アン     | 31               | 3                | -                | -                | 4                | 1                | 35               | 4                |
| 2024-25          | ストラスブール   | 19               | リーグ・アン     | 30               | 4                | -                | -                | 3                | 0                | 33               | 4                |
| イングランド     | イングランド     | イングランド     | イングランド     | リーグ戦         | リーグ戦         | FLカップ         | FLカップ         | FAカップ         | FAカップ         | 期間通算         | 期間通算         |
| 2025-26          | サンダーランド   |                  | プレミアリーグ   |                  |                  |                  |                  |                  |                  |                  |                  |
| 通算             | フランス         | フランス         | リーグ・アン     | 94               | 10               | -                | -                | 8                | 1                | 102              | 11               |
| 通算             | イングランド     | イングランド     | プレミアリーグ   |                  |                  |                  |                  |                  |                  |                  |                  |
| 総通算           | 総通算           | 総通算           | 総通算           | 94               | 10               | 0                | 0                | 8                | 1                | 102              | 11               |

### 代表
| セネガル代表 | 国際Aマッチ | 国際Aマッチ |
| 年           | 出場        | 得点        |
| ------------ | ----------- | ----------- |
| 2024         | 9           | 3           |
| 2025         | 2           | 1           |
| 通算         | 11          | 4           |